# Béré
Bere là một tổng Zoundwéogo (tỉnh) ở miền trung Burkina Faso. Dân số năm 1996 là 28.627 người. Thủ phủ là thị xã Béré.

## Các thị xã và làng xã
Bougoumbarga, Boularé, Boulghin, Bounomtoré, Douré, Goghin, Gonse, Kondrin, Koulwoko, Luilli-Nobere, Mandié, Mazoara, Nacombogo, Roambanka, Sidtenga, Signonghin, Siguivoussé, Sondré, Yackin, Yorgo.